# Gottfried Michaelsen
Gödeke Michels (1360, bajo sajón; muerto en 1402, Grasbrook), también conocido como Gottfried Michaelsen en lenguas altogermánicas, fue un pirata alemán y uno de los líderes de los Likedeeler, una agrupación de ex Hermanos de las Vituallas.

## Biografía
Junto con Klaus Störtebeker, Hennig Wichmann y Magister Wigbold, así como otros líderes de los Likedeeler, asaltó la navegación en el Mar del Norte y el Mar Báltico a fines del siglo XIV.
Poseían barcos rápidos, que superaban fácilmente a los barcos de la Liga Hanseática. Como muchos de los Likedeeler, Michels estaba principalmente preocupado por capturar premios valiosos. Sin embargo, desdeñaba la cobardía, y los tripulantes supervivientes contrarios que no habían resistido solían ser arrojados por la borda.

### Muerte
Gottfried Michaelsen finalmente fue capturado y ejecutado en el año 1402, poco después de que Klaus Störtebeker y sus tripulantes fueran decapitados en Grasbrook en Hamburgo.